# Varese
Varese é uma comuna da província italiana homônima, da região da Lombardia. Possui cerca de 82.282 habitantes.
Estende-se por uma área de 54 km², tendo uma densidade populacional de 1524 hab/km². Faz fronteira com Arcisate, Azzate, Biandronno, Bodio Lomnago, Brinzio, Buguggiate, Cantello, Casciago, Castello Cabiaglio, Cazzago Brabbia, Galliate Lombardo, Gavirate, Gazzada Schianno, Induno Olona, Lozza, Luvinate, Malnate e Vedano Olona.

## Pessoas notáveis
- Piergiorgio Bertoldi, (1963), bispo e núncio apostólico da Santa Sé.
- Lia Quartapelle, (1982), política

## Demografia
| Variação demográfica do município entre 1861 e 2011                               |
|                                                                                   |
| Fonte: Istituto Nazionale di Statistica (ISTAT) - Elaboração gráfica da Wikipedia |